# Glyphandra biincisalis
Glyphandra biincisalis is een vlinder uit de familie grasmotten (Crambidae). De wetenschappelijke naam van deze soort is voor het eerst geldig gepubliceerd in 1900 door Ferdinand Karsch.
De soort komt voor in Togo, Equatoriaal Guinea en Kameroen.